# Łukasz Woszczyński
Łukasz Woszczyński (Wałcz, 13 de febrero de 1983) es un deportista polaco que compitió en piragüismo en la modalidad de aguas tranquilas. Ganó dos medallas en el Campeonato Mundial de Piragüismo entre los años 2003 y 2006, y cinco medallas en el Campeonato Europeo de Piragüismo entre los años 2004 y 2008.

## Palmarés internacional
| Campeonato Mundial | Campeonato Mundial           | Campeonato Mundial | Campeonato Mundial |
| Año                | Lugar                        | Medalla            | Competición        |
| ------------------ | ---------------------------- | ------------------ | ------------------ |
| 2003               | Gainesville (Estados Unidos) | 02 ! [ n 1 ]       | C4 500 m           |
| 2006               | Szeged (Hungría)             | Medalla de plata   | C4 500 m           |
| Campeonato Europeo |                              |                    |                    |
| Año                | Lugar                        | Medalla            | Competición        |
| 2004               | Poznań (Polonia)             | Medalla de oro     | C2 1000 m          |
| 2005               | Poznań (Polonia)             | Medalla de plata   | C2 500 m           |
| 2006               | Račice (República Checa)     | Medalla de oro     | C2 1000 m          |
| 2007               | Pontevedra (España)          | Medalla de plata   | C4 500 m           |
| 2008               | Milán (Italia)               | Medalla de bronce  | C4 1000 m          |

1. ↑  En esta prueba el equipo ruso, ganador de la medalla de oro, fue descalificado al dar positivo por dopaje el piragüista Serguei Uleguin, por lo que al equipo polaco le fue cambiada la medalla de bronce por la de plata.